# Kampfradler
Kampfradler (auch Rüpelradler oder Radrowdy) ist ein Schlagwort aus der deutschen Verkehrspolitik und den Medien, das oft in Debatten über verkehrswidriges und angeblich aggressives Verhalten von Fahrradfahrern verwendet wird.

## Herkunft
Bekannt wurde das Schlagwort zunächst wohl durch eine anonyme Plakataktion mit dem Slogan „Kampf den Kampfradlern“ im Sommer 2011 im Berliner Stadtteil Prenzlauer Berg. Eine ähnliche Diskussion gab es in Österreich, wo Politiker der Wiener FPÖ „grüne Radrowdys stoppen“ wollen und dafür unter anderem Radkennzeichen forderten.

## Kontroverse
Hintergrund ist die Zunahme des Radverkehrs auf deutschen Straßen sowie die Wahrnehmung einer – so im Jahr 2012 der seinerzeitige deutsche Bundesverkehrsminister Peter Ramsauer – „zunehmenden Verrohung“, die mit einer Missachtung von Verkehrsregeln und mangelndem Unrechtsbewusstsein einhergehe. Laut dem Statistischen Bundesamtes waren 2014 an zwei Dritteln der gemeldeten Unfälle von Fahrradfahrern Autofahrer beteiligt; nur bei einem Viertel dieser Unfälle trug der Radfahrer die Hauptschuld.
Laut dem Statistischen Bundesamt waren 2017 bei Unfällen zwischen Fahrradfahrern und Fußgängern in 60 % der Fälle die Fahrradfahrer schuld.
Im Zusammenhang mit der Diskussion über die sogenannten Kampfradler oder Rüpel-Radler wurden vermehrte Polizeikontrollen, höhere Strafen, Schulungen oder eine Kennzeichnungspflicht für Fahrradfahrer gefordert, so etwa von der Gewerkschaft der Polizei. Der frühere Generalbundesanwalt beim Bundesgerichtshof und spätere Präsident des Verkehrsgerichtstags Kay Nehm kritisierte, dass sich „kaum ein Radfahrer“ an Regeln wie Fahren mit Beleuchtung oder Rechtsfahrgebot halten würde.
Die Benutzung des Schlagworts wurde von einigen Kommentatoren als unfundiert, pauschal und polarisierend angesehen.
Der ADFC verwies auf die Unfallstatistik, nach der unachtsames Abbiegen und Missachtung der Vorfahrt durch Autofahrer Hauptursache für Unfälle zwischen Radfahrern und Kraftfahrzeugen seien. Die Missachtung von roten Ampeln durch Radfahrer sei seltener als Geschwindigkeitsüberschreitungen von Autofahrern.
Einige Fahrradaktivisten gingen dazu über, den Begriff des „Kampfradlers“ als Eigenbezeichnung affirmativ zu verwenden. „Die herrschende Verkehrspolitik ließe ihnen keine Wahl als gegen bestimmte Regeln zu verstoßen, die Radfahrer im Straßenverkehr benachteiligen oder sogar gefährden würden“.